# This Wheel's on Fire

This Wheel's on Fire est une chanson écrite par Bob Dylan et Rick Danko, parue en 1968 sur le premier album de The Band, Music from Big Pink. Un enregistrement réalisé avec Dylan en 1967 est paru en 1975 sur l'album The Basement Tapes.

## Musiciens
- Rick Danko : chant, basse
- Levon Helm : batterie, chœurs
- Garth Hudson : clavecin, orgue Lowrey
- Richard Manuel : piano, chœurs
- Robbie Robertson : guitare

## Reprises
- Julie Driscoll avec Brian Auger et The Trinity (1968) – single no 5 au Royaume-Uni
- The Byrds sur l'album Dr. Byrds and Mr. Hyde (1969), ainsi que sur les albums live (Untitled)/(Unissued) et Live at the Fillmore - February 1969
- The Hollies sur l'album Hollies Sing Dylan (1969)
- Siouxsie and the Banshees sur l'album Through the Looking Glass (1987) – single no 14 au Royaume-Uni

La série télévisée britannique Absolutely Fabulous a pour générique une reprise de This Wheel's on Fire interprétée par Julie Driscoll et Adrian Edmondson. Kylie Minogue l'interprète également pour le film issu de la série en 2016.